# Ilha Grande (Piauí)
Ilha Grande is een gemeente in de Braziliaanse deelstaat Piauí. De gemeente telt 8.734 inwoners (schatting 2009).